# Ледовских, Василий Николаевич
Василий Николаевич Ледовских — советский хозяйственный и политический деятель, лауреат Государственной премии СССР за выдающиеся достижения в труде.

## Биография
Родился в 1926 году в деревне Дворики. Член КПСС.
Участник Великой Отечественной и советско-японской войны в составе 86-го отдельного полка связи.
В 1951—1990 гг. — шлифовщик, бригадир шлифовщиков Московского станкостроительного завода имени Серго Орджоникидзе.
За выдающиеся достижения в труде на основе личных и бригадных встречных планов по ускоренному росту производительности труда, модернизации оборудования, повышения эффективности использования техники и других резервов производства был в составе коллектива удостоен Государственной премии СССР за выдающиеся достижения в труде 1977 года.
Умер в 2001 году.

## Награды
- Орден Октябрьской Революции (10.06.1986)[4]
- Орден Отечественной войны II степени (06.04.1985)[5]
- Орден Трудового Красного Знамени[1]
- Орден «Знак Почёта»[1]
- Медаль «За отвагу»[6]